# Michelsbräu

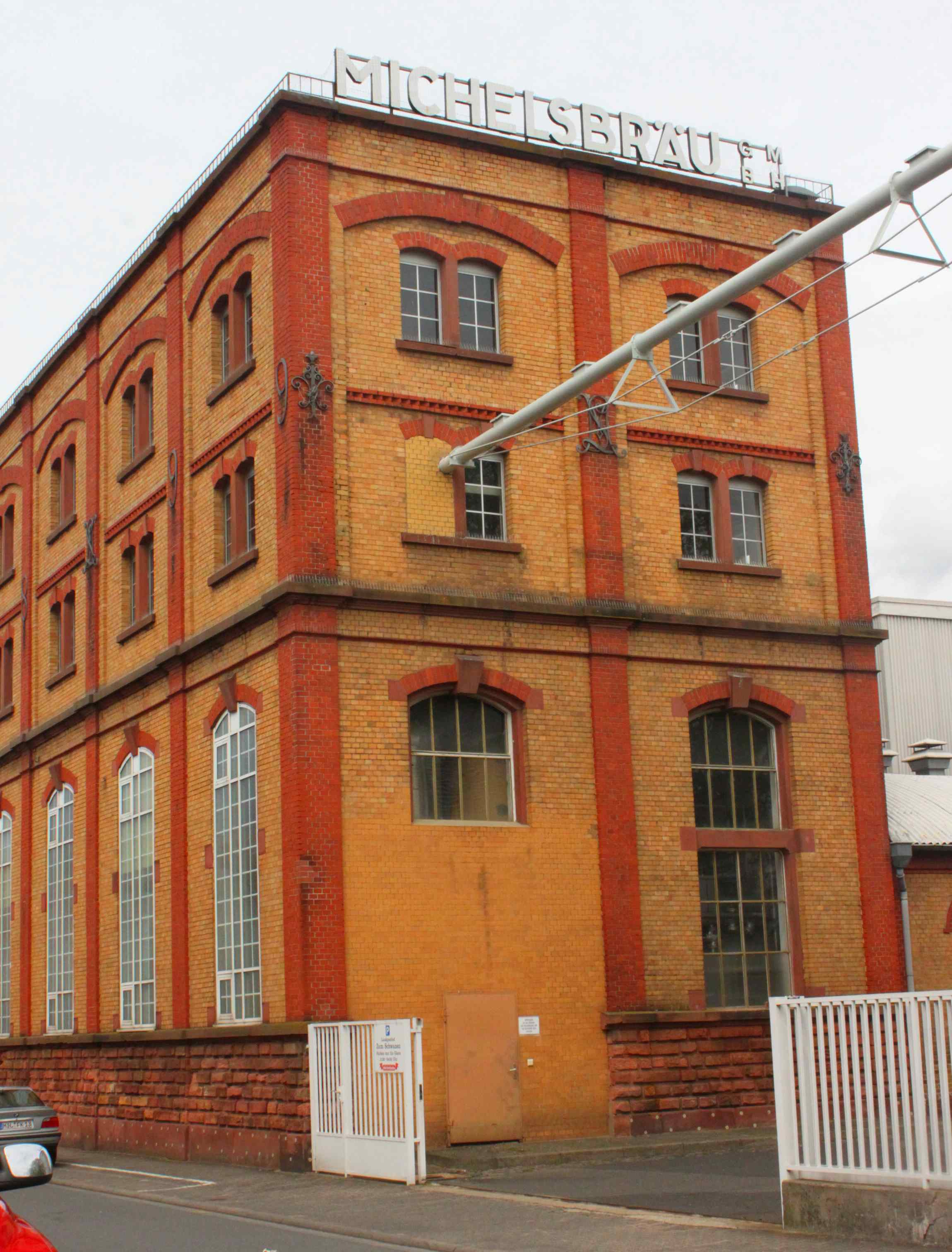
Privatbrauerei Michelsbräu in der Fahrstraße 83–85 (2012)

Die Privatbrauerei Michelsbräu GmbH war eine 1815 gegründete, regional aktive Brauerei in Babenhausen (Hessen). Die Brauerei vertrieb sechs regionale Biersorten und stellte bis zur Produktionseinstellung 2011 jährlich ca. 20.000 Hektoliter Bier her (Stand: 2009). Sie beschäftigte 12 Mitarbeiter und verfügte über einen eigenen Brunnen. Sie gehörte der Brauereifamilie Schubert, die auch zwei Brauereien in Franken und eine Mälzerei in Schweinfurt betreibt. Mit Wirkung zum 1. März 2021 wurde Michelsbräu durch die Pfungstädter Brauerei übernommen.

## Geschichte

### Gründung und überregionale Bedeutung
Die Brauerei wurde 1815 von Johann Jakob Michel (J. Ph. Michel) gegründet. Bereits im 19. Jahrhundert vermittelte Michelsbräu ihr Bier auch nach weit außerhalb. Im Jahr 1899 weihte die Brauerei unter dem Brauereibesitzer Louis Michel ihr Sudhaus ein. Das Unternehmen gehörte zu den ersten Brauereien Südhessens, welches bei internationalen Ausstellungen vertreten waren. Es erhielt mehrere Auszeichnungen für hervorragende Bierqualität, u. a. in Berlin und Paris. Michelsbräu verschiffte Bier u. a. auch zum Bau des Sueskanals, wurde für die seinerzeit aufwendige Aktion geehrt und führte Abbilder der Medaillen lange Zeit auf den Etiketten der Brauerei.

### Schubert, Henninger, Binding und der Niedergang von Michelsbräu
Seit 1925/1926 wurde die Brauerei durch die Familie Schubert betrieben. 1926/27 (andere Quelle: 1936) wurde die Mehrheit des Aktienkapitals der damaligen Michelsbräu-Brenner AG je zur Hälfte von der Schöfferhof-Binding-Bürgerbräu AG und der Brauerei Henninger-Kempff-Stern AG (später Henninger Bräu) übernommen.
Bruno Schubert (* 1875; † 1942) war der Sohn des Schweinfurter Brauereibesitzers Heinrich Schubert und selbst Brauer. Er schloss ein Studium an der Brauerhochschule in Weihenstephan ab, war u. a. in verschiedenen ausländischen Brauereien tätig und erster Braumeister an der Brauerhochschule Weihenstephan. Bruno Schubert wurde 1912 kaufmännischer und technischer Direktor der Henninger. Michelsbräu gehörte je zur Hälfte den Brauereien Henninger und Binding. Bruno Schubert heiratete in die bedeutende Frankfurter Brauerfamilie Henrich ein, deren Brauereien er 1921 mit Henniger zusammenschloss. Er hielt einen Aktienanteil an Henninger, den er bis zu seinem Tod auf 26 % ausbaute. Bruno Schubert hatte acht Söhne, darunter den bekannten Frankfurter Unternehmer, Konsul und Mäzen Bruno H. Schubert, der die Henninger-Brauerei leitete, sowie Günther Schubert (* 1922; † 2016).
Günther Schubert erhielt 1954 aus dem väterlichen Erbe u. a. 50 % der Anteile an Michelsbräu. Michelsbräu sei nicht mehr zukunftsfähig gewesen (veraltete und reparaturbedürftige Anlagen, beträchtlicher Investitionsstau, vernachlässigte Kundenpflege, mangelhafte Bierqualität, Produktion und Gewinn rückläufig) und sollte geschlossen werden. Der Ausstoß lag bei 4.000 hl. Konrad Binding (Inhaber der Binding-Brauerei) zu Günther Schubert: „Da können Sie nur eine Fackel reinwerfen! Aber bitte, wenn Sie so verrückt sein wollen, sich das anzutun, dann machen Sie es.“

### Wiederaufbau und Expansion
Seit 1956 leitete Schubert die Brauerei von Frankfurt aus. In diesem Jahr schloss er die Brauerei Hoffarth im Odenwald mit Michelsbräu zusammen. Der Ausstoß konnte in den folgenden Jahren vervielfacht werden (1960 = 20.000 hl; 1965/1966 = 33.000 hl; 1970 = 32.000 hl).
Aufgrund der positiven Michelsbräu-Entwicklung beabsichtigte Binding, die kleine Brauerei zu übernehmen. Nach einem durch Vergleich beendeten Rechtsstreit erwarb Schubert 1982 für 2,4 Mio. DM den noch bei Binding verbliebenen Anteil und wandelte die AG in eine GmbH um. 1983 wurden die Bierdeckel der Serie Burgen und Schlösser als schönste Bierdeckelserie Deutschlands ausgezeichnet.
Zwischen 1982 und 1984 ging die Leitung der Michelsbräu weitestgehend an seine Tochter Susan über, eine promovierte Juristin, seit 1978 im Unternehmen. Der Ausstoß betrug zu dieser Zeit 42.000 hl. 1984 übernahm Michelsbräu die Kunden der Brauerei Brenner, Groß-Umstadt und erhöhte den Marktanteil im südlichen Rhein-Main-Gebiet. Der Ausstoß sank 1986 auf 40.000 hl.

### Tiefe Einschnitte
Michelsbräu war 1992 kurzzeitig im Blickfeld überregionaler Medien. In einer für das Braugewerbe schwierigen Phase mit vielen Betriebsschließungen forderten Gewerkschaften 5 % mehr Lohn, für die Susan Schubert keine wirtschaftliche Basis sah. Als Arbeitgeberverband und Deutscher Brauer-Bund die Steigerung akzeptierten, trat sie mit Michelsbräu aus beiden Verbänden aus und bot den Mitarbeitern zunächst eine Lohnerhöhung von 3 % an, später auch 5 % – gestreckt über drei Jahre. Die Masse der Belegschaft streikte und die Gewerkschaft demonstrierte in großem Umfang auch mit Mitgliedern von weit außerhalb der Region vor dem Werkstor. Schubert akzeptierte die Forderungen, entließ aber nach Gerichtsprozessen und mit Sozialplan insgesamt 30 der 42 Beschäftigten. Fuhrpark, Schreinerei und Schlosserei wurden outgesourct, Abläufe wurden automatisiert. Der Absatz ging zurück. Für 1996/1997 sowie für 200/2001 ist der Ausstoß jeweils mit 35.000 hl verzeichnet.
2007 hatte Michelsbräu 17 Beschäftigte. Als Teil der verwandtschaftlich miteinander verwobenen Brauerfamilien Henrich, Schubert und Bender feierte auch Michelsbräu in diesem Jahr 300 Jahre Braukultur. Günther Schubert übertrug 2008 seine Michelsbräu-Beteiligung an Tochter Susan. Der Ausstoß betrug in diesem Jahr 22.000 hl Bier.
Im ersten Quartal 2009 verzeichnete Michelsbräu einen Umsatzrückgang von 18 %. Von dem 10.000 m² großen Betriebsgelände wurden 3.000 m² an einen Investor veräußert, der nach dem Abriss des ehemaligen Verwaltungsgebäudes und des Schalanders der Brauerei eine Seniorenpflegeeinrichtung errichtete.
Am 1. November 2009 trat mit der Juristin Catherine von Schoen die elfte Generation der Babenhäuser Brauereifamilie Schubert in das Unternehmen ein. Als Nachfolgerin ihrer Mutter Susan Schubert übernahm sie die Geschäftsführung.

### Gegenwart
Der Braubetrieb in Babenhausen wurde 2011 eingestellt. Das Michelsbräu-Bier wurde seither in der Arnsteiner Brauerei Max Bender hergestellt, die auch die Namensrechte für die Biere der Brauerei Bender Kaiserslautern, vormals F.D. Bender‘s Söhne, übernommen hatte. 
Im September 2012 zerstörte ein Feuer die Lagerhalle der Brauerei.
Im Jahr 2016 gab die Michelsbräu ihr zentral in Babenhausen gelegenes Firmengelände auf und zog an den Stadtrand Richtung Darmstadt um.
Auf dem ehemaligen Michelsbräu-Gelände besteht seit 2018 ein Medizinisches Versorgungszentrum. Dahinter sollen altengerechte Wohnungen entstehen. Das ehemalige Sudhaus bleibt als Baudenkmal erhalten.
Im Februar 2021 wurde bekannt, dass die Pfungstädter Brauerei die Privatbrauerei Michelsbräu zum 1. März 2021 übernimmt. Die Marke Michelsbräu soll nach einer Übergangszeit vom Markt verschwinden. Auch die Traditionsgaststätten Hanauer Tor und Landhaus Schwanen waren Bestandteile des Kaufvertrags. Die gastronomische Geschichte des Hanauer Tors reicht bis in das 15. Jahrhundert zurück.

## Produkte
Es werden folgende Biersorten vertrieben:
- Michelsbräu Pils, 4,9 % vol., helles Pilsbier
- Michelsbräu Export, 5,2 % vol., untergäriges, helles Bier
- Michelsbräu Hexe, 5,2 % vol. Exportbier
- Michelsbräu Kellerbier, 4,9 % vol., naturtrübes Pilsbier

Zu den früheren Sorten zählten:
- Michelsbräu Radler, 2,7 % vol., Mischung von 50 % Pils-Bier und 50 % Limonade
- Michelsbräu Hexator, 7,2 % vol., Doppelbock; dunkles, malzbetontes Starkbier; Saisonprodukt ab Mitte Oktober

## Sonstiges
Die Brauerei war bis zuletzt Mitglied im Brauring, einer Kooperationsgesellschaft privater Brauereien aus Deutschland, Österreich und der Schweiz.